# Synaphris letourneuxi
Synaphris letourneuxi is een spinnensoort uit de familie Synaphridae. De soort komt voor in Egypte.